# Ронкильо де Пеньялоса, Гонсало
Гонсало Ронкильо де Пеньалоса (исп. Gonzalo Ronquillo de Peñalosa, ? — 10 апреля 1583) — губернатор и генерал-капитан Филиппин.

## Биография
Гонсало Ронкильо де Пеньалоса был родом из Аревало, некоторое время служил в Мексике, а затем заключил контракт на колонизацию Филиппинских островов и с апреля 1580 года стал губернатором Филиппин. В 1582 году он сделал Манилу столицей испанских владений на Филиппинах и построил в Интрамуросе губернаторский дворец.
Филиппины как колония были убыточны для Испанской империи, и их основным назначением была транзитная торговля с Китаем. Однако христианские миссионеры, прибывающие на Филиппины, видели свою миссию в распространении христианства в Китае, и стали самостоятельно отправляться в Китай с попытками проповедей, что вызвало неудовольствие китайских властей и привело к росту напряжённости в отношениях Китая с иностранцами. Поэтому 30 марта 1582 года Гонсало Ронкильо де Пеньалоса издал указ, в соответствии с которым никто не мог покинуть Филиппины без его разрешения. Однако он поддерживал христианизацию Филиппин — именно при нём начала действовать архиепархия Манилы и появились первые иезуитские миссии.
Гонсало Ронкильо де Пеньалоса предпринял ряд экспедиций на Молуккские острова, стараясь вытеснить оттуда португальцев; также он планировал отобрать у португальцев Макао.
В 1583 году Гонсало Ронкильо де Пеньалоса скончался в своём доме в Маниле. Исполняющим обязанности губернатора стал его племянник Диего Ронкильо.